# Саровське сільське поселення
Саро́вське сільське поселення (рос. Саровское сельское поселение) — сільське поселення у складі Колпашевського району Томської області Росії.
Адміністративний центр — селище Велика Саровка.
Населення сільського поселення становить 1200 осіб (2019; 1412 у 2010, 1672 у 2002).

## Склад
До складу сільського поселення входять:
| Населений пункт              | Населення, осіб (2002) | Населення, осіб (2010) |
| ---------------------------- | ---------------------- | ---------------------- |
| Баранаково, присілок         | 0                      | -                      |
| Велика Саровка, селище       | 862                    | 772                    |
| Новоільїнка, село            | 361                    | 321                    |
| Новосондрово, присілок       | 9                      | 10                     |
| Тіскіно, присілок            | 253                    | 138                    |
| Трьохустьє Кальджа, присілок | 0                      | -                      |
| Чугунка, присілок            | 187                    | 171                    |